# ARIA (ゲームブランド)
ARIAは、株式会社ARIAのコンシューマーゲームのブランド。2006年3月設立。
オーガスト作品のコンシューマ版を制作するためのブランドであるARIAは、スタッフのほぼ全員がオーガストの正規スタッフであり、原作のクオリティーや世界観を崩すことなく移植を行うことが目的とされている。厳密なスケジュール管理を行っているので、オーガストの新作開発に影響は出ないとのこと。

## 作品一覧
- 2006年12月7日発売 - 夜明け前より瑠璃色な〜Brighter than dawning blue〜（発売元：デジタルゲイン（現加賀クリエイト））
- 2010年2月25日発売 - 夜明け前より瑠璃色な PORTABLE（発売元：角川書店）
- 2014年6月26日発売 - 穢翼のユースティア Angel's blessing（発売元：dramatic create（現角川書店））
- 2015年2月12日発売 - 大図書館の羊飼い -Library Party-（発売元：加賀クリエイト）
- 2017年12月21日発売 - 千の刃濤、桃花染の皇姫（発売元：エンターグラム）